# Pierrefitte-sur-Loire
Pierrefitte-sur-Loire ist eine französische Gemeinde mit 509 Einwohnern (Stand: 1. Januar 2022) im Département Allier in der Region Auvergne-Rhône-Alpes. Sie gehört zum Arrondissement Vichy und ist Mitglied im Gemeindeverband Communauté de communes Entr’Allier Besbre et Loire. Die Bewohner werden Pierrefittois und Pierrefittoises genannt.

## Geographie
Pierrefitte-sur-Loire liegt etwa 52 Kilometer nordöstlich von Vichy und etwa 38 Kilometer ostsüdöstlich von Moulins. Die Loire begrenzt die Gemeinde im Norden. An der östlichen Gemeindegrenze verläuft der Fluss Loddes, der hier in die Loire mündet. Umgeben wird Pierrefitte-sur-Loire von den Nachbargemeinden Gilly-sur-Loire im Norden, Perrigny-sur-Loire im Norden und Nordosten, Saint-Agnan im Osten, Coulanges im Osten und Südosten, Saligny-sur-Roudon im Süden und Südwesten sowie Diou im Westen und Nordwesten.
Durch die Gemeinde führt die Route nationale 79.

## Bevölkerungsentwicklung
| Jahr                       | 1962 | 1968 | 1975 | 1982 | 1990 | 1999 | 2006 | 2011 | 2016 | 2019 |
| Einwohner                  | 700  | 626  | 608  | 649  | 609  | 534  | 514  | 511  | 508  | 512  |
| Quellen: Cassini und INSEE |      |      |      |      |      |      |      |      |      |      |

## Sehenswürdigkeiten

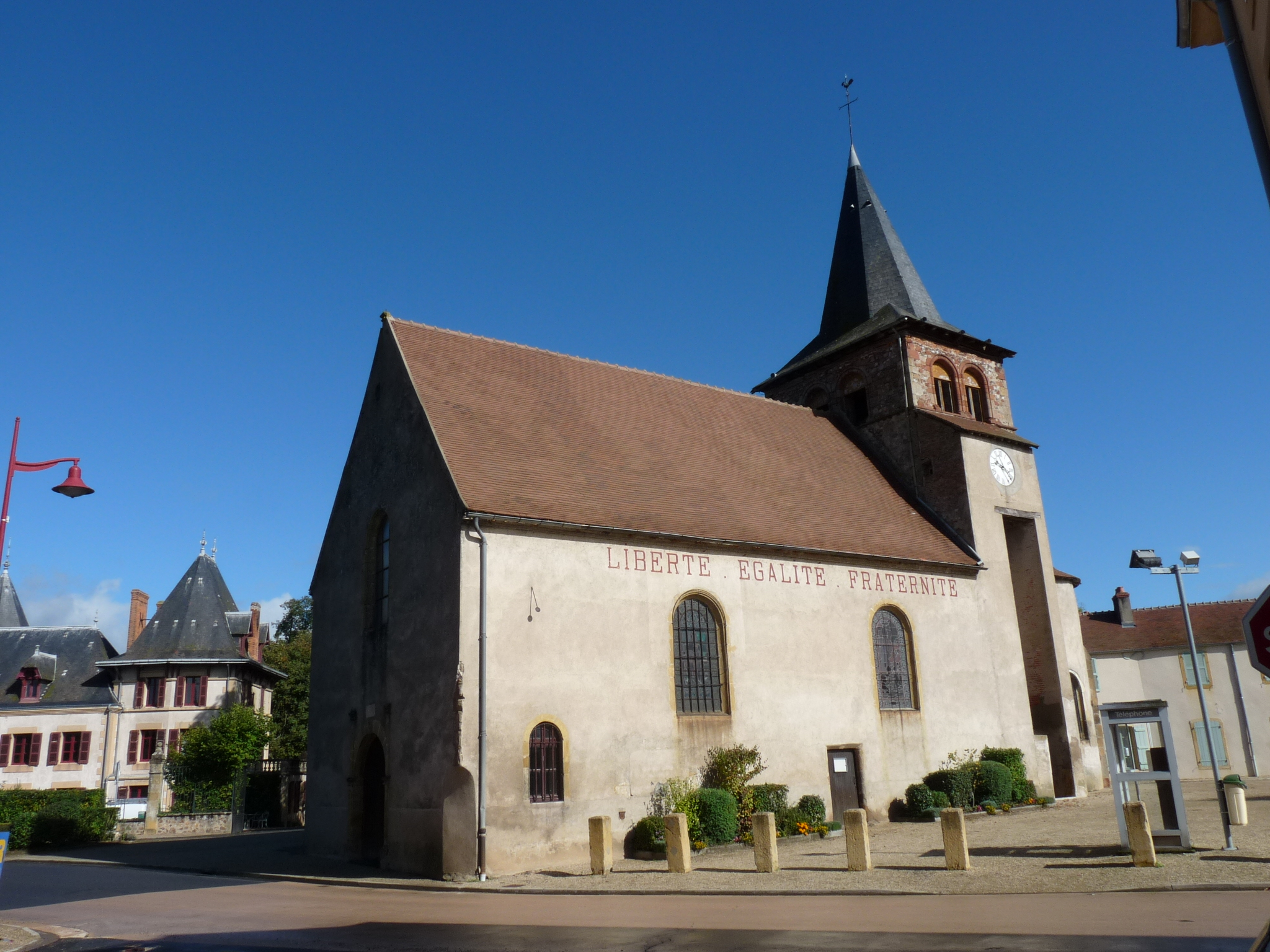
Kirche Saint-Rémi

Siehe auch: Liste der Monuments historiques in Pierrefitte-sur-Loire
- Kirche Saint-Rémi

## Persönlichkeiten
- Antoine-Louis Cornette (1860–1936), katholischer Priester, Begründer der französischen katholischen Pfadfinder